# Wilson Nesbitt
Wilson T. Nesbitt (* 1781 in Spartanburg, South Carolina; † 13. Mai 1861 in Montgomery, Alabama) war ein US-amerikanischer Politiker. Zwischen 1817 und 1819 vertrat er den Bundesstaat South Carolina im US-Repräsentantenhaus.

## Werdegang
Wilson Nesbitt besuchte die öffentlichen Schulen seiner Heimat und studierte in den Jahren 1805 und 1806 am South Carolina College in Columbia, aus dem später die University of South Carolina hervorging. Anschließend arbeitete er in der Landwirtschaft. Außerdem betrieb er eine Eisengießerei.
Politisch wurde Nesbitt Mitglied der Demokratisch-Republikanischen Partei. Zwischen 1810 und 1814 saß er als Abgeordneter im Repräsentantenhaus von South Carolina. Bei den Kongresswahlen des Jahres 1816 wurde er im achten Wahlbezirk von South Carolina in das US-Repräsentantenhaus in Washington, D.C. gewählt, wo er am 4. März 1817 die Nachfolge von Thomas Moore antrat. Bis zum 3. März 1819 absolvierte er nur eine Legislaturperiode im Kongress.
Später zog er nach Alabama, wo er sein restliches Leben verbrachte. Politisch ist Wilson Nesbitt nicht mehr in Erscheinung getreten. Er starb am 13. Mai 1861 in Montgomery.